# FC 15 de Agosto
El FC 15 de Agosto es un equipo de fútbol de Guinea Ecuatorial ubicado en la ciudad de Aconibe, en la provincia de Wele-Nzas. Juega en la Liga de Fútbol de Guinea Ecuatorial, la primera categoría de fútbol en el país.
El origen del nombre del equipo se debe a la fecha de ratificación de la Constitución Nacional de Guinea Ecuatorial, 15 de agosto de 1982.

## Historia
En la temporada 2022-2023, el 15 de Agosto fue campeón de la liga continental de la segunda división nacional, y ascendió a la división máxima.
En la temporada 2023-2024, participaron en la primera división y fueron subcampeones de la liguilla para decidir el campeón nacional, por debajo del Club Deportivo Mongomo. Sin embargo, tuvieron buena campaña en la Copa de Su Excelencia en la parte continental, ganaron al Inter Litoral por 5 a 0, y ganaron la final regional tras vencer al Fundación Bata con goles de Leoncio Edjang, en el minuto 56, y Pedro Oba, en el minuto 81. Esto les permitió clasificar para la final nacional. Se proclamaron campeones de la Copa al vencer en la final nacional por tres a cero al Cano Sport, con dos goles de José Obiang, en los minutos 18 y 54, y un gol de Javier Ndong en el minuto 2. El partido se disputó en el estadio Ignacio Milam Tang de Evinayong. Este resultado le permitió clasificarse para la Copa de Confederación de la CAF de la temporada 2024-2025. En julio, se trasladaron a Douala para prepararse de cara a esa copa, jugaron partidos amistosos y volvieron en el mes de agosto para concentrarse en la capital. El primer partido del equipo en la competición sería contra el AS Otôho de Congo el 17 de agosto en el estadio de Malabo, pero un concierto musical ocupó el estadio y el club congolés no aceptó que el partido se pospusiera. Finalmente, el 17 de agosto se resolvió el problema y se decidió que los dos partidos se disputarían en el estadio Alphonse Massemba-Débat de Congo, sin público. El primero de ellos se celebraría el 25 de agosto

## Estadio
En la actualidad, no tienen estadio propio.

## Escudo
El escudo del club tiene una escobilla, un libro y un balón.

## Entrenadores
- Hermenegildo Ndje Moliko (2022–2023)[7]
- Anicet Ntsa'a Ntsa (2023–2024)[21][22]
- Felipe Esono Moreno (2024)[23][3]

## Palmarés
- Segunda División de Guinea Ecuatorial: 1

2022-2023.
- Copa de Su Excelencia: 1

2023-2024.

## Participación en competiciones de la CAF
| Temporada | Torneo                       | Ronda         | Club     | Casa | Visita | Global |
| --------- | ---------------------------- | ------------- | -------- | ---- | ------ | ------ |
| 2024/25   | Copa Confederación de la CAF | Primera Ronda | AS Otoho | 0-2  | 1-2    | 1-4    |